# Doing the Work
Doing the Work ist eine Cartoon- und Comicsammlung von Nadine Redlich. Beim 2024 erschienenen Band handelt es sich um die fünfte Publikation der Illustratorin und Comic-Künstlerin im Kasseler Verlag Rotopol. Sämtliche Texte sind in englischer Sprache gehalten. Im Rahmen des 21. Internationalen Comic-Salons in Erlangen wurden vom 30. Mai bis 2. Juni 2024 Skizzen, Drucke und auf Redlichs Zeichnungen basierende Plastiken in einer „Doing the Work“-Release-Ausstellung präsentiert. Der Titel spielt laut Redlich „auf die gegenwärtige Selbsthilfe-Internet-Sprache rund um das Thema Heilung“ an.

## Inhalt
Das 96-seitige Buch umfasst Illustrationen, Cartoons und Kurzcomics, die über einen Zeitraum von über fünf Jahren in deutsch- und englischsprachigen Zeitungen und Magazinen erschienen sind – unter anderem in der The New York Times, Die Zeit, Reihe 5 (Magazin des Staatstheaters Stuttgart), dem Elbphilharmonie Magazin und dem Frieze Magazine. Ein unbetitelter Comicstrip einer aufsteigenden, lächelnden Sonne zierte 2018 das Titelbild des Süddeutsche Zeitung Magazins.
Doing the Work zeigt humorvolle und teilweise selbstironische Darstellungen von Alltäglichem, Absurdem und Emotionen. Das Figurenensemble setzt sich aus rundlichen, menschenähnlichen Charakteren, Tieren und vermenschlichten Dingen zusammen. Des Weiteren enthält der Band drei Comics über einen anthropomorphen Stein – eine Figur, die Redlich bereits in ihrem 2021 veröffentlichen Comicband Stones etablierte.

## Stil
Mit ihrem „bewusst reduzierten Stil“ setzt Redlich vorwiegend auf einfarbige – meist schwarze – Konturlinien und eine flächige Einfärbung. Die bunte Farbpalette setzt sich aus stark gesättigten Farbentönen zusammen. Während sie in ihrem Comic-Debüt Ambient Comics (2014) noch Schatten und abgestufte Helligkeitswerte zur Erzeugung von Plastizität einsetzte, verzichtete sie darauf bei den Darstellungen von Doing the Work.
Einzelne Zeichnungen, wie die Titelillustration „Me Keeping My Shit Together“ sind im Vergleich zur kolorierten Vorlage einfarbig gehalten. Für die Veröffentlichung in Doing the Work nahm Redlich mitunter Farb- und Panel-Layoutänderungen vor.

## Rezeption
Laut Ellis Tree bei It's Nice That ermöglichen es Redlichs „weiche [...] Charaktere, uns soweit von unseren menschlichen Emotionen zu entfernen, dass wir über diese lachen können“. Auch Sabine Danek in Page und Ariane Bellmer für Nerd mit Nadel zeigten sich amüsiert von Doing the Work: Während Bellmer es für ein Werk hielt, das „entspannt, zum Lachen bringt“ und „ein gutes Gefühl gibt“, bezeichnete es Danke als „clever und tröstend“.
Nach Einschätzung von Lars von Törne im Tagesspiegel erweist sich Redlich als „versierte visuelle Erzählerin, die in ihren poppig kolorierten Minidramen virtuos mit den Stilmitteln der sequenziellen Kunst spielt“.